# George Gaidzik
George Gaidzik (n. 22 februarie 1885, Chicago, Illinois, SUA – d. 25 august 1938, Lacul Michigan, Indiana, SUA) a fost un săritor în apă ce a reprezentat Statele Unite ale Americii, medaliat olimpic. A participat la 2 ediții ale Jocurilor Olimpice (1908, 1912) în care a câștigat o medalie de bronz.